# Peter Handke
Peter Handke (Griffen, Caríntia, Áustria, 6 de dezembro de 1942) é um escritor austríaco. É também autor de teatro, romances, poesia, argumentista e  realizador  de cinema. Recebeu o Nobel de Literatura de 2019.

## Biografia
Peter Handke  foi marcado pela experiência materna, a mãe ao falecer em 1970, escreveu a impressionante  Desgraça . A sua mãe tinha ido viver para Berlim para casa dos sogros, durante a Segunda Guerra Mundial. Em 1948, com o seu marido e filhos abandonou o sector. O seu marido, sem papéis instalou-se na sua casa natal na Áustria. Os seus dois irmãos morreram durante a Segunda Guerra Mundial em combate. A mãe adorava-os e transmitiu a Handke a sua admiração: os três eram de origem eslovena - a população mais pobre da Áustria, e a Caríntia é uma região fronteiriça e Handke aprendeu a esloveno, logo com gosto e por decisão própria. Mais tarde viajara por lá muito sobre aquela região (escreverá sobre aquele país e traduziu mesmo alguns autores eslovenos para alemão . Em 1961, iniciou os seus estudos de Direito em Graz, cidade onde se envolverá no grupo literário Das Forum Stadtpark.
Publicou o seu primeiro romance em 1965, abandonando desta forma a universidade para abraçar a carreira literária. Handke viveu a seguir em Düsseldorf, Berlim, Paris, Salzburgo e nos Estados Unidos da América.
Hanke causou controvérsia pelas suas declarações anti-OTAN e a favor da Sérvia. Partidário do Slobodan Milosevic, fez discurso em seu enterro e negou o massacre dos muçulmanos bósnios. Em Abril de 1999 voltou a reafirmar a sua oposição à política belicista da OTAN e aos ataques a Belgrado.
Realizou filmes e foi roteirista para o filme de Wim Wenders Die Angst des Tormanns beim Elfmeter (A Angústia do guarda-redes antes do penalty).

## Obras
| De 1966 a 1987 | De 1988 até à atualidade |
| - Die Hornissen, Roman, 1966 - Der Jasager und der Neinsager 1966 uraufgeführt unter der Regie von Günther Büch, Theater Oberhausen - Weissagung und Selbstbezichtigung 1966 uraufgeführt unter der Regie von Günther Büch, Theater Oberhausen - Publikumsbeschimpfung und andere Sprechstücke, 1966, uraufgeführt unter der Regie von Claus Peymann - Begrüßung des Aufsichtsrates, 1967 - Der Hausierer, 1967 - Kaspar, 1967, uraufgeführt am 11. Mai 1968 am Theater Oberhausen unter Regie von Günther Büch - Deutsche Gedichte, 1969 - Die Innenwelt der Außenwelt der Innenwelt, 1969 - Prosa, Gedichte, Theaterstücke, Hörspiele, Aufsätze, 1969 - Das Mündel will Vormund sein, Regie: Claus Peymann, Theater am Turm, 1969 - A angústia do guarda-redes antes do Penalty - no original Die Angst des Tormanns beim Elfmeter, 1970, filmado por Wim Wenders, ORF, WDR, 1972 - Geschichten aus dem Wienerwald von Ödön von Horvath, Nacherzählung, 1970 - Wind und Meer. Vier Hörspiele, 1970 - Chronik der laufenden Ereignisse, 1971 - Der Ritt über den Bodensee, 1971 - Der kurze Brief zum langen Abschied, 1972 - Ich bin ein Bewohner des Elfenbeinturms, 1972 - Stücke 1, 1972 - Wunschloses Unglück, 1972 - Die Unvernünftigen sterben aus, 1973, Regie: Horst Zankl, Zurique: Theater am Neumarkt, 1974 - Stücke 2, 1973 - Als das Wünschen noch geholfen hat. Gedichte, Aufsätze, Texte, Fotos, 1974 - Der Rand der Wörter. Erzählungen, Gedichte, Stücke, 1975 - Die Stunde der wahren Empfindung, 1975 - Falsche Bewegung, 1975, roteiro adaptado de obra de Goethe - Die linkshändige Frau, 1976, verfilmt 1977 - Das Ende des Flanierens. Gedichte, 1977 - Das Gewicht der Welt. Ein Journal, 1977 - Langsame Heimkehr, 1979 - Die Lehre der Sainte-Victoire, 1980 - Über die Dörfer, 1981 - Kindergeschichte, 1981 - Die Geschichte des Bleistifts, 1982 - O Chinês da Dor - no original Der Chinese des Schmerzes, 1983 - Phantasien der Wiederholung, 1983 - Die Wiederholung, 1986 - Der Himmel über Berlin, mit Wim Wenders, 1987 - Die Abwesenheit. Ein Märchen, 1987, verfilmt in der Regie des Autors 1992 - Gedichte, 1987 - Nachmittag eines Schriftstellers, 1987 | - Das Spiel vom Fragen oder Die Reise zum sonoren Land, 1989 - Versuch über die Müdigkeit, 1989 - Noch einmal für Thukydides, 1990 - Versuch über die Jukebox, 1990 - Shakespeare: Das Wintermärchen, 1991, Übersetzung - Abschied des Träumers vom Neunten Land, 1991 - Versuch über den geglückten Tag. Ein Wintertagtraum, 1991 - Die Stunde, da wir nichts voneinander wußten. Ein Schauspiel, 1992, Uraufführung unter der Regie von Claus Peymann, Wien, Burgtheater, 1992 - Die Theaterstücke, 1992 - Drei Versuche. Versuch über die Müdigkeit. Versuch über die Jukebox. Versuch über den geglückten Tag, 1992 - Langsam im Schatten. Gesammelte Verzettelungen 1980-1992, 1992 - Die Kunst des Fragens, 1994 - Mein Jahr in der Niemandsbucht. Ein Märchen aus den neuen Zeiten, 1994 - Eine winterliche Reise zu den Flüssen Donau, Save, Morawa und Drina oder Gerechtigkeit für Serbien, 1996 - Sommerlicher Nachtrag zu einer winterlichen Reise, 1996 - Zurüstungen für die Unsterblichkeit. Königsdrama, Regie: Claus Peymann, Wien, Burgtheater, 1997 - In einer dunklen Nacht ging ich aus meinem stillen Haus, 1997 - Am Felsfenster morgens. Und andere Ortszeiten 1982 - 1987, 1998 - Ein Wortland. Eine Reise durch Kärnten, Slowenien, Friaul, Istrien und Dalmatien mit Liesl Ponger, 1998 - Die Fahrt im Einbaum oder Das Stück zum Film vom Krieg, 1999, Uraufführung am Wiener Burgtheater - Lucie im Wald mit den Dingsda. Mit 11 Skizzen des Autors, 1999 - Unter Tränen fragend. Nachträgliche Aufzeichnungen von zwei Jugoslawien-Durchquerungen im Krieg, März und April 1999, 2000 - Der Bildverlust oder Durch die Sierra de Gredos, 2002 - Mündliches und Schriftliches. Zu Büchern, Bildern und Filmen 1992-2000, 2002 - Rund um das Große Tribunal, 2003 - Untertagblues. Ein Stationendrama, 2003 - Warum eine Küche? (frz./dt.), 2003 - Sophokles: Ödipus auf Kolonos, 2003, Übersetzung - Don Juan (erzählt von ihm selbst), 2004 - Die Tablas von Daimiel, 2005 - Gestern unterwegs. Aufzeichnungen November 1987 bis Juli 1990, 2005 - Spuren der Verirrten, 2006 - Kali. Eine Vorwintergeschichte, 2007 - Leben ohne Poesie. Gedichte, 2007 - Meine Ortstafeln. Meine Zeittafeln. Essays 1967-2007, 2007 - Die morawische Nacht. Erzählung, 2008 - Bis dass der Tag euch scheidet oder Eine Frage des Lichts, Lesung in Salzburg 2008 - Versuch über die Müdigkeit, 2008 |